# Chan Chan
Chan Chan – największe miasto epoki prekolumbijskiej w Ameryce Południowej. Zlokalizowane w peruwiańskim regionie La Libertad na północ od Trujillo, zajmuje obszar około 28,0 km², co jest w dużej mierze spowodowane przebudowami miasta, które w przeszłości nigdy nie osiągnęło takiej powierzchni.
Powstałe około 850 roku miasto było stolicą Imperium Chimú, będącego cywilizacją wywodzącą się z pozostałości po cywilizacji Moche, istniejącą do lat 70. XV wieku, kiedy to Chimowie zostali podbici przez Inków. Ocenia się, że wówczas w Chan Chan żyło około 30 tys. ludzi.
Miasto wybudowano z glinianej cegły adobe, suszonej na słońcu i pokrytej następnie lekkim tynkiem, w którym rzeźbiono ornamenty – głównie ptaki, ryby, małe ssaki, tak w stylu „realistycznym”, jak i dużo bardziej wymyślnym. Jest to o tyle niezwykłe, że wcześniejsze cywilizacje koncentrowały się na motywach antropomorficznych, nie zaś ptasich i morskich. Było to zapewne spowodowane bliskością oceanu.
Centralnym punktem Chan Chan była Chudi – jedna z dziesięciu świątyń-cytadel (ciudadelas) o średniej powierzchni 8 hektarów. Wszystkie one miały kształt prostokątny z wejściem na ścianie północnej i zawierały w sobie miejsca pochówku i modłów, swoiste sale obrad, a także pokoje mieszkalne połączone labiryntem korytarzy. Każda świątynia-cytadela była siedzibą jednego władcy oraz centrum administracyjnym, sakralnym i gospodarczym. Na terenie ciudadelas znajdowały się także studnie ceremonialne, napełniane dzięki połączeniu z wodami podziemnymi. Odbywały się tam rytuały poświęcone kultowi wody i wegetacji. Po śmierci panującego budynek stawał się jego mauzoleum, a kolejny monarcha musiał zbudować sobie nową świątynię-cytadelę.
Plan miasta Chan Chan odzwierciedla stratyfikację społeczną Imperium Chimú. Urbanistyka Chan Chan świadczy o silnej, scentralizowanej władzy w państwie. Świątynie-cytadele oddzielone były od reszty miasta szerokim murem, czyniąc je obszarem niedostępnym dla ogółu społeczeństwa. Elity i najważniejsi obywatele mieszkali w pobliżu ciudadelas, a warstwa niższa na obrzeżach miasta.
Legendy o początkach Chan Chan mówią o mężczyźnie imieniem Tacaynamo, który przybył z morza, założył miasto i udał się dalej na zachód.
W 1986 Chan Chan wpisano na listę Światowego Dziedzictwa UNESCO. Jest ono obecnie poważnie zagrożone erozją przez ulewne deszcze wywoływane w tym rejonie przez El Niño.

## Etymologia
Językoznawca Rodolfo Cerrón-Palomino zaproponował etymologię toponimów w języku keczua. Zgodnie z jego hipotezą zarówno formę <Chanchan>, jak i warianty <Cauchan> i <Canda> można wyjaśnić za pomocą etymonu języka keczua *kanĉa oznaczającego „zagrodę, ogrodzenie, zamknięte miejsce” oraz toponimicznego morfemu języka keczua *-n (prawdopodobnie o etymologii ajmara). W związku z tym obecna wymowa może być wynikiem „pułapki ortograficznej”, ponieważ pierwotnie che <ch> było używane do reprezentowania dźwięku zwierciadła tylnojęzykowego /k/ na początku wyrazu. Pierwotnie toponim brzmiałby *kanĉa-n(i) „(miejsce), gdzie jest mnóstwo ogrodzeń i zagród”, co w wyniku kwechualizacji dało fonetyczne /kantʃáŋ/ w słowie <Chanchán>. Zgodnie z tą propozycją toponim nie brzmiałby Mochica ani Quingnam, nie byłby też aż tak stary, lecz zostałby narzucony z języka keczua.

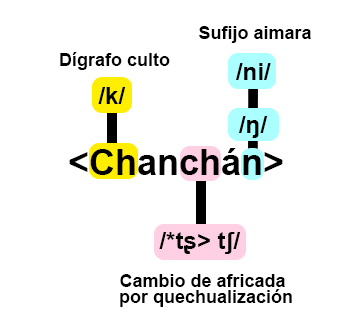
Rekonstrukcja fonetyki „Chanchán” w /kantʃáŋ/ na podstawie etymologii Rodolfo Cerrón-Palomino.
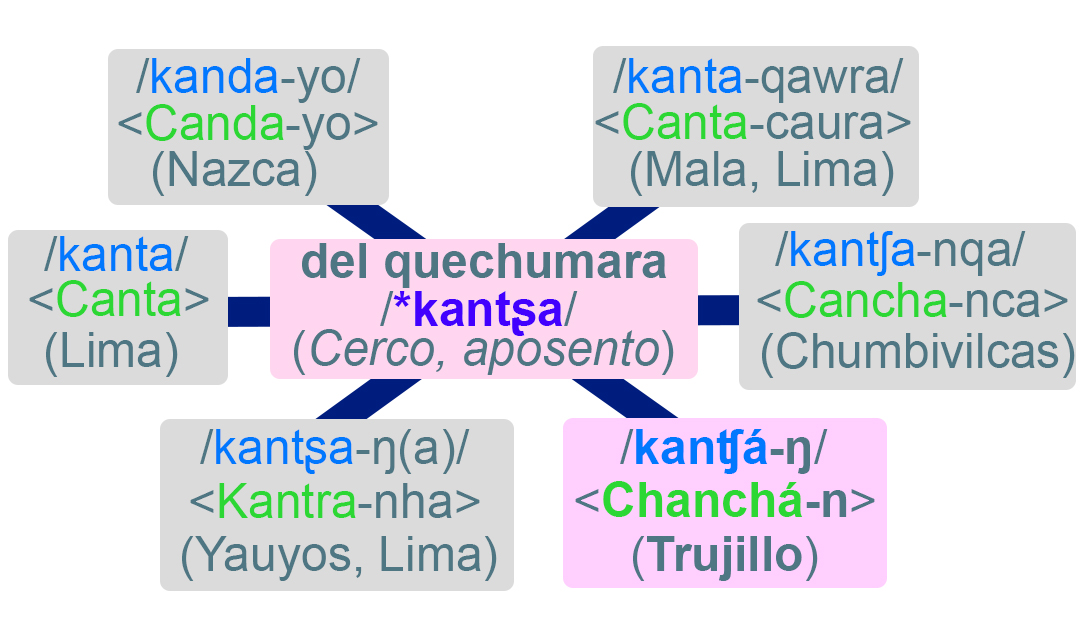
Toponim „Chanchán” jest pokazany w powiązaniu z innymi toponimami, które mają ten sam rdzeń Quechumara /*kantʂa/